# Ćirići
Ćirići su naseljeno mjesto u općini Glamoč, Federacija Bosne i Hercegovine, BiH.

## Stanovništvo

### 1991.
Nacionalni sastav stanovništva 1991. godine, bio je sljedeći:
ukupno: 74
- Srbi - 58 (78,37%)
- Muslimani - 15 (20,27%)
- Jugoslaveni - 1 (1,35%)

### 2013.
Nacionalni sastav stanovništva 2013. godine, bio je sljedeći:
ukupno: 28
- Srbi - 17 (60,71%)
- Bošnjaci - 11 (39,29%)

## Vanjske poveznice
- Satelitska snimka  Arhivirana inačica izvorne stranice od 12. ožujka 2021. (Wayback Machine)